# Sanirajak
Der Weiler Sanirajak („Flachland entlang der Küste“, Inuktitut ᓴᓂᕋᔭᒃ), ehemals Hall Beach, im kanadischen Territorium Nunavut, Qikiqtaaluk-Region, liegt an der Ostküste der Melville-Halbinsel südlich der Fury-und-Hecla-Straße in einem traditionsreichen, Amittuq (wörtlich: „es ist eng“) genannten Gebiet am Foxe Basin. Die hier und auf der Insel Iglulik lebenden Inuit bezeichnen sich daher als „Amittumiut“. Die Zahl der Siedlungsbewohner beträgt rund 900 (davon 95 % Inuit).

## Geschichte
In der Region Amittuq wurden Relikte von Menschen der Dorset-Kultur und der Thule-Kultur gefunden, ein Beweis, dass die Gegend seit über 3.000 Jahren besiedelt ist.
Anders als bei den meisten Inuit-Siedlungen des Territoriums Nunavut beruht die Gründung von Sanirajak weder auf einem zuvor vorhandenen Handelsposten, noch auf einer Walfangstation, einer Missionsstation oder einer Ansammlung von traditionellen Camps. Anlass war vielmehr der Mitte der 1950er Jahre begonnene Aufbau der DEW Line (Distant Early Warning System, Frühwarnsystem), der 1957 „Hall Beach“ entstehen ließ, benannt nach dem amerikanischen Forscher Charles Francis Hall, der in den 1860ern in dieser Gegend unterwegs war. Vor ihm hatten sich schon die europäischen Forscher William Edward Parry und George Francis Lyon (Kapitän der „Hecla“) 1822/1823 auf der Suche nach einer Nordwestpassage beim Überwintern auf der Insel Iglulik hier aufgehalten.
Nach 1957 bis in die 1960er Jahre hinein zogen die Inuit aus ihren Camps in die Umgebung der DEW Line-Einrichtungen. Ihre Bindungen an die traditionelle Lebensweise haben sie dabei jedoch nur zum Teil aufgegeben.
Im Februar 2020 wurde die Änderung des Gemeindenamens, nach einer Abstimmung in der Gemeinde und einem entsprechenden Antrag, durch die Regierung des Territoriums offiziell genehmigt und aus „Hall Beach“ wurde „Sanirajak“.

## Demographie
Der Zensus im Jahr 2021 ergab für die Siedlung eine Bevölkerung von 891 Einwohnern, nachdem der Zensus im Jahr 2016 für die Gemeinde noch eine Bevölkerung von nur 848 Einwohnern ergeben hatte. Die Bevölkerung hat damit im Vergleich zum letzten Zensus im Jahr 2016 deutlich stärker als der Trend im Territorium um 5,1 % zugenommen, während der Durchschnitt im Territorium bei einer Bevölkerungszunahme von 2,5 % lag. Im letzten Zensuszeitraum von 2011 bis 2016 hatte die Bevölkerung auch schon leicht überdurchschnittlich um 15,2 % zugenommen, bei einer durchschnittlichen Bevölkerungszunahme von 12,7 % im Territorium. Der Zensus im Jahr 2011 ergab für die Siedlung eine Bevölkerung von 736 Einwohnern.
Im Rahmen des „Census 2021“ wurde für die Siedlung ein Medianalter von 20,6 Jahren ermittelt. Das Medianalter im Territorium lag 2021 bei 25,6 Jahren. Das örtliche Durchschnittsalter lag bei 25,0 Jahren, bzw. bei 28,3 Jahren im Territorium. Beim „Census 2016“ wurde für die Gemeinde ein Medianalter von 20,3 Jahren ermittelt und für das Territorium von 25,1 Jahren sowie ein örtliches Durchschnittsalter von 23,9 Jahren, bzw. bei 27,7 Jahren im Territorium.

### Ethnie und Sprache
In der Gemeinde lebt eine erhebliche Anzahl von Inuit. Bei offiziellen Befragungen im Rahmen des Zensus 2021 gaben etwa 94 % der Einwohner an sich der Ethnie angehörig zu fühlen und etwa 92 %  eine der entsprechenden Sprachen als Muttersprache oder Umgangssprache zu verwenden.